# Добро поле (високопланинско пасище в Сминица)
Вижте пояснителната страница за други значения на Добро поле.
До̀бро по̀ле (на гръцки: Ντοπροπόλ) е високопланинско пасище в планината Сминица, северната част на Егейска Македония, Гърция.

## Местоположение
Платото е разположено в северната част на Сминица, на запад от Ресилово (Харитомени) и на югозапад от Карлъково (Микрополи). На север е оградено от връх Добро поле (Корифи Калиполеос, 1203 m), на юг от връх Пилаф (1189 m), на запад от връх Каин (Профитис Илияс, 1261 m) и на изток от връх Торбица (Потистра, 1200 m).

## Етимология
Името е традиционно за българската културна среда за високопланинско пасище и произтича от това, че е равно и с добра паша.